# Stoenești (gmina Florești-Stoenești)
Stoenești – wieś w Rumunii, w okręgu Giurgiu, w gminie Florești-Stoenești. W 2011 roku liczyła 2108 mieszkańców.